# Jong FC Twente in het seizoen 2013/14
Het seizoen 2013/14 was het eerste seizoen dat Jong FC Twente, het tweede elftal van de club FC Twente, uitkwam in de Eerste divisie. Het team, onder leiding van hoofdtrainer Jan Zoutman, eindigde het seizoen op een zeventiende plaats. Als beloftenelftal was het uitgesloten van het toernooi om de KNVB beker
FC Twente had samen met AFC Ajax en PSV een primeur in dit seizoen: het was voor het eerst dat clubs hun beloftenelftallen mogen inschrijven voor de Eerste divisie. Jong FC Twente had net als de twee andere beloftenelftallen niet de mogelijkheid om te promoveren of om deel te nemen aan de nacompetitie. Wel konden ze kampioen worden. 
De selectie en de spelers die de beloftenelftallen in de Eerste divisie mogen opstellen, zijn gebonden aan een aantal door de KNVB bepaalde restricties. Zo mogen spelers van de club die in het seizoen niet meer dan vijftien keer zijn uitgekomen voor het eerste elftal, ook uitkomen voor het beloftenteam.

## Selectie en technische staf

### Selectie
| Naam                   | Positie      | Geb. datum | Bij Twente | Contract tot | Vorige club                |
| ---------------------- | ------------ | ---------- | ---------- | ------------ | -------------------------- |
| Timo Plattel           | Doelman      | 12-03-1994 | 2009       | 2017         | Vitesse/AGOVV              |
| Wouter Dronkers        | Doelman      | 03-05-1993 | 2003       | 2014         | PH Almelo                  |
| Filip Bednarek         | Doelman      | 26-09-1992 | 2008       | 2015         | Amica Wronki               |
| Nils Röseler           | Verdediger   | 10-02-1992 | 2003       | 2014         | SV Bad Bentheim            |
| Peet Bijen             | Verdediger   | 28-01-1995 | 2006       | 2016         | KSV BWO                    |
| Sven Verlaan           | Verdediger   | 11-05-1994 | 2013       | 2016         | UVS                        |
| Coen Gortemaker        | Verdediger   | 29-10-1994 | 2004       | 2015         | Sparta Enschede            |
| Thijs Bouma            | Verdediger   | 02-04-1992 | 2009       | 2015         | VV Hardenberg '85          |
| Mark Engberink         | Verdediger   | 12-08-1992 | 2003       | 2014         | LSV Lonneker               |
| Derre Kwee             | Verdediger   | 07-09-1994 | 2004       | 2015         | Quick '20                  |
| Peter Gebben           | Verdediger   | 20-04-1994 | 2008       | 2014         | SV Meppen                  |
| Renato Tapia           | Verdediger   | 28-07-1995 | 2013       | 2017         | Esther Grande de Bentin    |
| Rick Hemmink           | Middenvelder | 14-02-1993 |            | 2014         | VV Voorwaarts              |
| Jan-Willem Kamp        | Middenvelder | 27-02-1994 |            | 2014         | Go Ahead Eagles            |
| Lars Bleker            | Middenvelder | 28-06-1994 | 2009       | 2015         | FC Schalke 04              |
| Mustapha Yahaya        | Middenvelder | 09-01-1994 | 2012       | 2017         | Pro Consult Sports Academy |
| Dario Tanda            | Middenvelder | 02-01-1995 | 2009       | 2015         | Go Ahead Eagles            |
| Kris Fillinger         | Middenvelder | 22-03-1993 | 2005       | 2015         | VfL Weiße Elf              |
| Jurjan Mannes          | Middenvelder | 26-01-1992 |            | 2014         | Oranje Nassau Almelo       |
| Thilo Leugers          | Middenvelder | 09-01-1991 | 2003       | 2014         | SV Heidekraut              |
| Cas Peters             | Aanvaller    | 13-05-1993 | 2004       | 2014         | KVV Losser                 |
| Jari Oosterwijk        | Aanvaller    | 03-03-1995 |            | 2016         | Go Ahead Eagles            |
| Alvin Daniels          | Aanvaller    | 10-02-1994 | 2011       | 2016         | BV De Graafschap           |
| Kristopher Vida        | Aanvaller    | 23-06-1995 | 2011       | 2014         | Vasas SC Boedapest         |
| Mirco Born             | Aanvaller    | 28-06-1994 | 2008       | 2015         | SV Meppen                  |
| Janik Jesgarzewski     | Aanvaller    | 26-01-1994 | 2004       | 2015         | SV DJK Geeste              |
| Felitciano Zschusschen | Aanvaller    | 24-01-1992 | 2011       | 2016         | NAC Breda                  |

### Technische staf
| Naam        | Functie      |
| ----------- | ------------ |
| Jan Zoutman | Hoofdtrainer |

## Wedstrijdstatistieken

### Eerste divisie
| 1e speelronde | Jong FC Twente                                                                                | 3 - 0 (2 - 0)                       | FC Oss                                                                        | Selectie Jong FC Twente: |
| ma. 5 augustus 2013 Aanvangstijd: 20:00 uur Plaats: Enschede De Grolsch Veste Toeschouwers: 1.419 Scheidsrechter: Davy Otto | Nils Röseler 05' Felitciano Zschusschen 07' Felitciano Zschusschen 71'                        | 1 - 0 2 - 0 3 - 0                   |                                                                               | BASISOPSTELLING: Plattel - Bouma, Röseler, Bijen , Breukers - Pelupessy, Hölscher, Mannes - Born, Zschusschen, Peters RESERVEBANK: Bednarek, Kuiper, Kwee, Yahaya, Vida, Oosterwijk, Jesgarzewski WISSELS: 46' Vida Hölscher 74' Yahaya Mannes 88' Oosterwijk Peters                                |
| - Jong FC Twente maakte met deze wedstrijd haar debuut in de Eerste divisie. Röseler (28'), Peters (50') en Bijen (89') kregen een gele kaart. Door de 3-0-overwinning stond Jong FC Twente na één speelronde bovenaan in de Eerste divisie, gevolgd door Jong Ajax en Fortuna Sittard die beiden met 2-0 wonnen. |                                                                                               |                                     |                                                                               | |
| 2e speelronde | MVV Maastricht                                                                                | 1 - 0 (1 - 0)                       | Jong FC Twente                                                                | Selectie Jong FC Twente: |
| za. 10 augustus 2013 Aanvangstijd: 20:00 uur Plaats: Maastricht Geusselt Toeschouwers: 3.607 Scheidsrechter: Edwin van de Graaf | Tom Van Hyfte 13'                                                                             | 1 - 0                               |                                                                               | BASISOPSTELLING: Bednarek - Bouma, Bijen , Röseler, Kuiper - Pelupessy, Hölscher, Mannes - Born, Vida, Peters RESERVEBANK: Dronkers, Kwee, Gortemaker, Yahaya, Daniels, Oosterwijk, Jesgarzewski WISSELS: 67' Oosterwijk Hölscher 67' Daniels Vida 77' Yahaya Mannes                                |
| |                                                                                               |                                     |                                                                               | |
| 3e speelronde | Achilles '29                                                                                  | 2 - 3 (2 - 1)                       | Jong FC Twente                                                                | Selectie Jong FC Twente: |
| zo. 18 augustus 2013 Aanvangstijd: 14:30 uur Plaats: Groesbeek Sportpark De Heikant Toeschouwers: 1.364 Scheidsrechter: Rogier Honig | Frank Hol 2' Freek Thoone (p.) 23'                                                            | 1 - 0 2 - 0 2 - 1 2 - 2 2 - 3       | 27' Cas Peters 76' Cas Peters 86' Mirco Born                                  | BASISOPSTELLING: Plattel - Bouma, Röseler, Bijen , Kuiper - Pelupessy, Hölscher, Mannes - Born, Oosterwijk, Peters RESERVEBANK: Dronkers, Kwee, Gortemaker, Yahaya, Daniels, Fillinger, Vida WISSELS: 63' Yahaya Mannes 77' Daniels Hölscher 89' Vida Born                                          |
| - Peet Bijen kreeg twee keer geel en dus een rode kaart (22', 72'). Pelupessy (35') en Yahaya (69') kregen eveneens een gele kaart. Twan Smits van Achilles werd in de 83e minuut uit het veld gestuurd na twee gele kaarten.                                                                                     |                                                                                               |                                     |                                                                               | |
| 4e speelronde | Jong FC Twente                                                                                | 0 - 0 (0 - 0)                       | FC Den Bosch                                                                  | Selectie Jong FC Twente: |
| ma. 26 augustus 2013 Aanvangstijd: 20:00 uur Plaats: Enschede De Grolsch Veste Toeschouwers: 1.502 Scheidsrechter: Karel van den Heuvel |                                                                                               |                                     |                                                                               | BASISOPSTELLING: Plattel - Breukers, Martina, Röseler, Bouma - Pelupessy, Mannes , Tanda - Born, Zschusschen, Peters RESERVEBANK: Dronkers, Leugers, Kuiper, Engberink, Yahaya, Oosterwijk, Vida WISSELS: 76' Oosterwijk Born 86' Yahaya Tanda                                                      |
| - Cas Peters (79') kreeg een gele kaart. |                                                                                               |                                     |                                                                               | |
| 5e speelronde | Jong Ajax                                                                                     | 2 - 1 (1 - 0)                       | Jong FC Twente                                                                | Selectie Jong FC Twente: |
| vrij. 30 augustus 2013 Aanvangstijd: 20:00 uur Plaats: Amsterdam Sportpark De Toekomst Toeschouwers: 876 Scheidsrechter: Merlijn Gerritsen | Vincent Vermeij 38' Boban Lazić (p.) 65'                                                      | 1 - 0 2 - 0 2 - 1                   | 86' Cas Peters                                                                | BASISOPSTELLING: Bednarek - Bouma, Röseler, Bijen , Kuiper - Mannes, Yahaya, Leugers - Born, Zschusschen, Peters RESERVEBANK: Dronkers, Kwee, Engberink, Bleker, Oosterwijk, Daniels, Vida WISSELS: 59' Oosterwijk Leugers 65' Bleker Yahaya 77' Vida Bijen                                         |
| - Nicky Kuiper kreeg twee keer geel en dus een rode kaart (81', 88'). Yahaya (48') en Born (88') kregen eveneens een gele kaart. Joeri de Kamps van Jong Ajax werd in de 52e minuut uit het veld gestuurd na twee gele kaarten.                                                                                   |                                                                                               |                                     |                                                                               | |
| 6e speelronde | Jong FC Twente                                                                                | 0 - 0 (0 - 0)                       | Almere City FC                                                                | Selectie Jong FC Twente: |
| ma. 2 september 2013 Aanvangstijd: 20:00 uur Plaats: Enschede De Grolsch Veste Toeschouwers: 489 Scheidsrechter: Edwin Boot |                                                                                               |                                     |                                                                               | BASISOPSTELLING: Bednarek - Martina, Wisgerhof, Röseler , Breukers - Pelupessy, Tanda, Hölscher - Born, Zschusschen, Peters RESERVEBANK: Dronkers, Bouma, Bijen, Leugers, Mannes, Oosterwijk, Daniels WISSELS: 60' Leugers Peters 60' Oosterwijk Zschusschen 75' Daniels Born                       |
| |                                                                                               |                                     |                                                                               | |
| 7e speelronde | FC Eindhoven                                                                                  | 2 - 0 (2 - 0)                       | Jong FC Twente                                                                | Selectie Jong FC Twente: |
| ma. 9 september 2013 Aanvangstijd: 20:00 uur Plaats: Eindhoven Jan Louwers Stadion Toeschouwers: 2.843 Scheidsrechter: Martin van den Kerkhof | Chiró N'Toko 8' Jens van Son 39'                                                              | 1 - 0 2 - 0                         |                                                                               | BASISOPSTELLING: Dronkers - Bouma, Kwee, Röseler , Kuiper - Mannes, Yahaya, Leugers - Peters, Zschusschen, Hölscher RESERVEBANK: Van Oldeniel, Engberink, Gebben, Fillinger, Jesgarzewski, Daniels, Oosterwijk WISSELS: 46' Engberink Bouma 46' Jesgarzewski Hölscher                               |
| - Bouma (20') en Leugers (24') kregen een gele kaart. |                                                                                               |                                     |                                                                               | |
| 8e speelronde | Jong FC Twente                                                                                | 1 - 2 (0 - 1)                       | FC Emmen                                                                      | Selectie Jong FC Twente: |
| ma. 16 september 2013 Aanvangstijd: 20:00 uur Plaats: Enschede De Grolsch Veste Toeschouwers: 473 Scheidsrechter: Richard Martens | Tim Hölscher 54'                                                                              | 0 - 1 1 - 1 1 - 2                   | 24' Alexander Bannink 90' Wout Weghorst                                       | BASISOPSTELLING: Bednarek - Breukers, Martina, Röseler , Leugers - Pelupessy, Hölscher, Schilder - Tanda, Oosterwijk, Peters RESERVEBANK: Dronkers, Engberink, Bouma, Tapia, Jesgarzewski, Daniels, Zschusschen WISSELS: 46' Engberink Schilder 67' Zschusschen Oosterwijk 84' Jesgarzewski Leugers |
| |                                                                                               |                                     |                                                                               | |
| 9e speelronde | BV De Graafschap                                                                              | 3 - 3 (1 - 3)                       | Jong FC Twente                                                                | Selectie Jong FC Twente: |
| vrij. 20 september 2013 Aanvangstijd: 20:00 uur Plaats: Doetinchem Stadion De Vijverberg Toeschouwers: 4.904 Scheidsrechter: Siemen Mulder | Piotr Parzyszek 33' Piotr Parzyszek 49' Piotr Parzyszek (p.) 55'                              | 0 - 1 0 - 2 0 - 3 1 - 3 2 - 3 3 - 3 | 1' Cas Peters 3' Tim Hölscher 31' Peet Bijen                                  | BASISOPSTELLING: Bednarek - Bouma, Röseler , Bijen, Engberink - Pelupessy, Hölscher, Schilder - Tanda, Zschusschen, Peters RESERVEBANK: Dronkers, Kwee, Tapia, Leugers, Jesgarzewski, Born, Oosterwijk WISSELS: 46' Tapia Schilder 59' Kwee Tanda                                                   |
| - Bouma kreeg een rode kaart (54'). Zschusschen (70') kreeg een gele kaart. |                                                                                               |                                     |                                                                               | |
| 10e speelronde | Jong PSV                                                                                      | 2 - 1 (1 - 1)                       | Jong FC Twente                                                                | Selectie Jong FC Twente: |
| ma. 30 september 2013 Aanvangstijd: 20:00 uur Plaats: Eindhoven Philips Stadion Toeschouwers: 500 Scheidsrechter: Davy Otto | Florian Jozefzoon 9' Rai Vloet 61'                                                            | 1 - 0 1 - 1 2 - 1                   | 36' Jari Oosterwijk                                                           | BASISOPSTELLING: Plattel - Breukers, Röseler , Bijen, Leugers - Pelupessy, Oosterwijk, Tapia - Peters, Đorđević, Hölscher RESERVEBANK: Dronkers, Kwee, Mannes, Verlaan, Yahaya, Jesgarzewski, Zschusschen WISSELS: 64' Yahaya Pelupessy 75' Kwee Breukers 87' Zschusschen Bijen                     |
| |                                                                                               |                                     |                                                                               | |
| 11e speelronde | Jong FC Twente                                                                                | 0 - 0 (0 - 0)                       | Helmond Sport                                                                 | Selectie Jong FC Twente: |
| ma. 7 oktober 2013 Aanvangstijd: 20:00 uur Plaats: Enschede De Grolsch Veste Toeschouwers: 441 Scheidsrechter: Edwin Boot |                                                                                               |                                     |                                                                               | BASISOPSTELLING: Plattel - Martina, Wisgerhof, Röseler , Schilder - Pelupessy, Tanda, Tapia - Peters, Oosterwijk, Hölscher RESERVEBANK: Dronkers, Bouma, Leugers, Bijen, Born, Jesgarzewski, Zschusschen WISSELS: 70' Leugers Schilder 70' Zschusschen Oosterwijk 80' Born Tanda                    |
| - Peters (87') kreeg een gele kaart. |                                                                                               |                                     |                                                                               | |
| 12e speelronde | Jong FC Twente                                                                                | 2 - 0 (1 - 0)                       | FC Dordrecht                                                                  | Selectie Jong FC Twente: |
| ma. 14 oktober 2013 Aanvangstijd: 20:00 uur Plaats: Enschede De Grolsch Veste Toeschouwers: 461 Scheidsrechter: Jeroen Manschot | Youness Mokhtar 20' Felitciano Zschusschen 46'                                                | 1 - 0 2 - 0                         |                                                                               | BASISOPSTELLING: Bednarek - Breukers, Martina, Röseler , Schilder - Tanda, Tapia, Leugers - Hölscher, Zschusschen, Mokhtar RESERVEBANK: Dronkers, Bouma, Bijen, Yahaya, Jesgarzewski, Oosterwijk, Born WISSELS: 71' Born Hölscher 80' Yahaya Tapia 90' Oosterwijk Zschusschen                       |
| - Hölscher (16'), Mokhtar (73'), Röseler (89') en Leugers (90') kregen een gele kaart. Jong FC Twente versloeg koploper FC Dordrecht en won daarmee voor het eerst in negen speelronden een wedstrijd. |                                                                                               |                                     |                                                                               | |
| 13e speelronde | FC Volendam                                                                                   | 4 - 2 (2 - 1)                       | Jong FC Twente                                                                | Selectie Jong FC Twente: |
| zo. 20 oktober 2013 Aanvangstijd: 12:30 uur Plaats: Volendam Krasstadion Toeschouwers: 3.202 Scheidsrechter: Merlijn Gerritsen | Damiën Menzo 11' Henny Schilder 49' Soufiane Laghmouchi 53' Henk Veerman 82'                  | 1 - 0 2 - 0 3 - 0 3 - 1 4 - 1 4 - 2 | 79' Cas Peters 86' Jari Oosterwijk                                            | BASISOPSTELLING: Plattel - Bouma, Röseler , Kuiper, Leugers - Pelupessy, Tapia, Tanda - Peters, Zschusschen, Hölscher RESERVEBANK: Dronkers, Kwee, Verlaan, Yahaya, Jesgarzewski, Oosterwijk, Born WISSELS: 43' Jesgarzewski Leugers 67' Yahaya Tanda 67' Oosterwijk Zschusschen                    |
| |                                                                                               |                                     |                                                                               | |
| 14e speelronde | Jong FC Twente                                                                                | 1 - 1 (0 - 1)                       | VVV-Venlo                                                                     | Selectie Jong FC Twente: |
| ma. 28 oktober 2013 Aanvangstijd: 20:00 uur Plaats: Enschede De Grolsch Veste Toeschouwers: 390 Scheidsrechter: Christiaan Bax | Tim Hölscher 90'                                                                              | 0 - 1 1 - 1                         | 43' Pim Balkestein                                                            | BASISOPSTELLING: Bednarek - Breukers, Martina, Röseler , Kuiper - Pelupessy, Tapia, Tanda - Peters, Oosterwijk, Hölscher RESERVEBANK: Dronkers, Bouma, Bijen, Yahaya, Jesgarzewski, Zschusschen, Daniels WISSELS: 46' Bouma Kuiper 69' Jesgarzewski Tapia 83' Yahaya Tanda                          |
| |                                                                                               |                                     |                                                                               | |
| 15e speelronde | SBV Excelsior                                                                                 | 3 - 0 (2 - 0)                       | Jong FC Twente                                                                | Selectie Jong FC Twente: |
| zo. 3 november 2013 Aanvangstijd: 14:30 uur Plaats: Rotterdam Woudestein Toeschouwers: 1.902 Scheidsrechter: Siemen Mulder | Lars Hutten 10' Lars Veldwijk 14' Lars Veldwijk 72'                                           | 1 - 0 2 - 0 3 - 0                   |                                                                               | BASISOPSTELLING: Plattel - Bouma, Martina, Röseler , Kuiper - Pelupessy, Jesgarzewski, Tanda - Peters, Zschusschen, Hölscher RESERVEBANK: Dronkers, Kwee, Oosterwijk, Yahaya WISSELS: 46' Oosterwijk Jesgarzewski 46' Yahaya Tanda 90' Kwee Zschusschen                                             |
| - Doordat Youness Mokhtar en Renato Tapia zich verslapen hadden en de spelersbus misten, had Jong FC Twente slechts vier reservespelers beschikbaar. |                                                                                               |                                     |                                                                               | |
| 16e speelronde | Jong FC Twente                                                                                | 3 - 0 (1 - 0)                       | Telstar                                                                       | Selectie Jong FC Twente: |
| vrij. 8 november 2013 Aanvangstijd: 20:00 uur Plaats: Enschede De Grolsch Veste Toeschouwers: 400 Scheidsrechter: Edwin Boot | Felitciano Zschusschen 5' Felitciano Zschusschen 64' Jari Oosterwijk 86'                      | 1 - 0 2 - 0 3 - 0                   |                                                                               | BASISOPSTELLING: Bednarek - Kwee, Andersen, Kuiper , Bouma - Pelupessy, Tanda, Tapia - Peters, Zschusschen, Hölscher RESERVEBANK: Dronkers, Bleker, Gebben, Yahaya, Jesgarzewski, Daniels, Oosterwijk WISSELS: 62' Yahaya Tanda 77' Oosterwijk Tapia 81' Daniels Peters                             |
| - Tapia (58') en Kwee (86') kregen een gele kaart. Aanvoerder Nicky Kuiper werd uit het veld gestuurd na twee gele kaarten (83', 90'). De 17-jarige Deen Joachim Andersen maakte zijn debuut voor Jong FC Twente.                                                                                                 |                                                                                               |                                     |                                                                               | |
| 17e speelronde | Jong FC Twente                                                                                | 3 - 2 (1 - 1)                       | Fortuna Sittard                                                               | Selectie Jong FC Twente: |
| zo. 17 november 2013 Aanvangstijd: 14:30 uur Plaats: Enschede De Grolsch Veste Toeschouwers: 390 Scheidsrechter: Tom Koekoek | Felitciano Zschusschen 10' Tim Hölscher 47' Felitciano Zschusschen (p) 55'                    | 1 - 0 1 - 1 2 - 1 3 - 1 3 - 2       | 12' Patrick Amoah 90' Aziz Khalouta                                           | BASISOPSTELLING: Plattel - Kwee, Andersen, Röseler , Bouma - Pelupessy, Tanda, Tapia - Peters, Zschusschen, Hölscher RESERVEBANK: Dronkers, Bleker, Engberink, Mannes, Jesgarzewski, Daniels, Oosterwijk WISSELS: 78' Oosterwijk Zschusschen 83' Daniels Peters 81' Jesgarzewski Hölscher           |
| - Tanda (71') kreeg een rode kaart. Peters (28'), Hölscher (71'), Röseler (72') en Plattel (90') kregen een gele kaart. |                                                                                               |                                     |                                                                               | |
| 18e speelronde | Willem II                                                                                     | 1 - 2 (1 - 0)                       | Jong FC Twente                                                                | Selectie Jong FC Twente: |
| vrij. 22 november 2013 Aanvangstijd: 20:00 uur Plaats: Tilburg Koning Willem II-stadion Toeschouwers: 7.800 Scheidsrechter: Allard Lindhout | Ruud Boymans 12'                                                                              | 1 - 0 1 - 1 1 - 2                   | 52' Renato Tapia 57' Cas Peters                                               | BASISOPSTELLING: Dronkers - Kwee, Andersen, Röseler , Kuiper - Pelupessy, Mannes, Tapia - Peters, Zschusschen, Hölscher RESERVEBANK: Plattel, Bleker, Engberink, Yahaya, Jesgarzewski, Daniels, Oosterwijk WISSELS: 22' Oosterwijk Zschusschen 46' Daniels Hölscher 79' Yahaya Tapia                |
| - Hölscher (6') en Tapia (69') kregen een gele kaart. |                                                                                               |                                     |                                                                               | |
| 19e speelronde | Jong FC Twente                                                                                | 1 - 0 (0 - 0)                       | Sparta Rotterdam                                                              | Selectie Jong FC Twente: |
| za. 30 november 2013 Aanvangstijd: 16:30 uur Plaats: Enschede De Grolsch Veste Toeschouwers: 3.600 Scheidsrechter: Martin Pérez | Tim Hölscher 80'                                                                              | 1 - 0                               |                                                                               | BASISOPSTELLING: Bednarek - Martina, Andersen, Röseler , Kuiper - Pelupessy, Mannes, Tapia - Peters, Đorđević, Corona RESERVEBANK: Dronkers, Kwee, Engberink, Hemmink, Yahaya, Hölscher, Oosterwijk WISSELS: 60' Hölscher Corona 71' Hemmink Pelupessy 90' Yahaya Tapia                             |
| |                                                                                               |                                     |                                                                               | |
| 20e speelronde | Almere City FC                                                                                | 3 - 0 (0 - 0)                       | Jong FC Twente                                                                | Selectie Jong FC Twente: |
| vrij. 6 december 2013 Aanvangstijd: 20:00 uur Plaats: Almere Almere City Stadion Toeschouwers: 721 Scheidsrechter: Davy Otto | Ricardo Kip 60' Vincent Janssen 85' Cees Toet 88'                                             | 1 - 0 2 - 0 3 - 0                   |                                                                               | BASISOPSTELLING: Plattel - Kwee, Andersen, Kuiper , Engberink - Pelupessy, Tanda, Mannes - Peters, Zschusschen, Hölscher RESERVEBANK: Dronkers, Bijen, Hemmink, Yahaya, Jesgarzewski, Daniels, Oosterwijk WISSELS: 57' Yahaya Tanda 75' Hemmink Pelupessy 82' Oosterwijk Kuiper                     |
| - Andersen kreeg een rode kaart na twee gele kaarten (49', 55'). Yahaya kreeg een gele kaart. |                                                                                               |                                     |                                                                               | |
| 21e speelronde | Jong FC Twente                                                                                | 0 - 1 (0 - 0)                       | Jong Ajax                                                                     | Selectie Jong FC Twente: |
| ma. 16 december 2013 Aanvangstijd: 20:00 uur Plaats: Enschede De Grolsch Veste Toeschouwers: 1.250 Scheidsrechter: Richard Martens |                                                                                               | 0 - 1                               | 67' Lesly de Sa (p)                                                           | BASISOPSTELLING: Bednarek - Breukers, Martina, Röseler , Koppers - Pelupessy, Tanda, Tapia - Peters, Zschusschen, Hölscher RESERVEBANK: Plattel, Kwee, Kuiper, Mannes, Hemmink, Daniels, Oosterwijk WISSELS: 68' Hemmink Tanda 68' Daniels Zschusschen 81' Oosterwijk Koppers                       |
| - Peters (65'), Tanda (66') en Breukers (67') kregen een gele kaart. |                                                                                               |                                     |                                                                               | |
| 22e speelronde | Jong FC Twente                                                                                | 4 - 0 (1 - 0)                       | Achilles '29                                                                  | Selectie Jong FC Twente: |
| vrij. 21 december 2013 Aanvangstijd: 20:00 uur Plaats: Enschede De Grolsch Veste Toeschouwers: 200 Scheidsrechter: Rogier Honig | Felitciano Zschusschen 21' Felitciano Zschusschen (p) 54' 82' Tim Hölscher 86' Joey Pelupessy | 1 - 0 2 - 0 3 - 0 4 - 0             |                                                                               | BASISOPSTELLING: Stevens - Kwee, Andersen, Röseler , Kuiper - Pelupessy, Tanda, Tapia - Daniels, Zschusschen, Hölscher RESERVEBANK: Plattel, Engberink, Bijen, Mannes, Hemmink, Born, Oosterwijk WISSELS: 71' Born Daniels 73' Hemmink Tapia 83' Mannes Tanda                                       |
| - Daniels (70') kreeg een gele kaart. |                                                                                               |                                     |                                                                               | |
| 23e speelronde | FC Den Bosch                                                                                  | 1 - 1 (0 - 0)                       | Jong FC Twente                                                                | Selectie Jong FC Twente: |
| za. 18 januari 2014 Aanvangstijd: 18:45 uur Plaats: 's-Hertogenbosch Stadion De Vliert Toeschouwers: 3.489 Scheidsrechter: Davy Otto | Benjamin van den Broek 68'                                                                    | 0 - 1 1 - 1                         | 56' Felitciano Zschusschen                                                    | BASISOPSTELLING: Stevens - Martina, Andersen, Röseler , Koppers - Pelupessy, Tanda, Tapia - Daniels, Zschusschen, Hölscher RESERVEBANK: Plattel, Kwee, Engberink, Mannes, Hemmink, Jesgarzewski, Oosterwijk WISSELS: 77' Hemmink Tanda 83' Mannes Tapia 86' Oosterwijk Daniels                      |
| - Hemmink (90') en Pelupessy (90') kregen een gele kaart. |                                                                                               |                                     |                                                                               | |
| 24e speelronde | Jong FC Twente                                                                                | 1 - 1 (0 - 0)                       | MVV Maastricht                                                                | Selectie Jong FC Twente: |
| ma. 27 januari 2014 Aanvangstijd: 20:00 uur Plaats: Enschede De Grolsch Veste Toeschouwers: 150 Scheidsrechter: Edwin Boot | Luka Đorđević (p) 90'                                                                         | 0 - 1 1 - 1                         | 47' Antonio Stankov                                                           | BASISOPSTELLING: Stevens - Breukers, Martina, Röseler , Engberink - Andersen, Đorđević, Tapia - Corona, Børven, Hölscher RESERVEBANK: Dronkers, Kwee, Bijen, Pelupessy, Tanda, Daniels, Oosterwijk WISSELS: 74' Oosterwijk Børven 74' Tanda Andersen                                                |
| - Hölscher (87') kreeg een gele kaart. |                                                                                               |                                     |                                                                               | |
| 25e speelronde | FC Oss                                                                                        | 2 - 1 (0 - 1)                       | Jong FC Twente                                                                | Selectie Jong FC Twente: |
| vrij. 31 januari 2014 Aanvangstijd: 20:00 uur Plaats: Oss Frans Heesen Stadion Toeschouwers: 1.338 Scheidsrechter: Ingmar Oostrom | Joep van den Ouweland 48' Dennis Janssen 51'                                                  | 0 - 1 1 - 1 2 - 1                   | 9' Tim Hölscher                                                               | BASISOPSTELLING: Bednarek - Kwee, Andersen, Röseler , Engberink - Pelupessy, Tanda, Mannes - Daniels, Oosterwijk, Hölscher RESERVEBANK: Dronkers, Bouma, Bijen, Yahaya, Vida, Rendla WISSELS: 82' Rendla Kwee 82' Vida Daniels                                                                      |
| - Jurjan Mannes kreeg in de 41e minuut een rode kaart. |                                                                                               |                                     |                                                                               | |
| 26e speelronde | Jong FC Twente                                                                                | 2 - 4 (1 - 3)                       | FC Volendam                                                                   | Selectie Jong FC Twente: |
| ma. 10 februari 2014 Aanvangstijd: 20:00 uur Plaats: Enschede De Grolsch Veste Toeschouwers: 200 Scheidsrechter: Rogier Honig | Tim Hölscher 24' Joey Pelupessy 73'                                                           | 0 - 1 0 - 2 1 - 2 1 - 3 1 - 4 2 - 4 | 11' Robert Mühren 21' Soufiane Laghmouchi 39' Robert Mühren 68' Robert Mühren | BASISOPSTELLING: Stevens - Breukers, Andersen, Röseler , Engberink - Tanda, Đorđević, Tapia - Daniels, Oosterwijk, Hölscher RESERVEBANK: Dronkers, Kwee, Bijen, Pelupessy, Yahaya, Vida, Rendla WISSELS: 52' Rendla Oosterwijk 58' Pelupessy Tapia                                                  |
| - Hölscher (58') en Đorđević (59') kregen een gele kaart. |                                                                                               |                                     |                                                                               | |
| 27e speelronde | VVV-Venlo                                                                                     | 3 - 0 (3 - 0)                       | Jong FC Twente                                                                | Selectie Jong FC Twente: |
| vrij. 14 februari 2014 Aanvangstijd: 20:00 uur Plaats: Venlo Seacon Stadion - De Koel - Toeschouwers: 4.200 Scheidsrechter: Jeroen Sanders | Randy Wolters 6' Oğuzhan Türk 26' Selman Sevinç 29'                                           | 1 - 0 2 - 0 3 - 0                   |                                                                               | BASISOPSTELLING: Bednarek - Kwee, Bouma, Bijen , Engberink - Pelupessy, Tanda, Yahaya - Daniels, Vida, Jesgarzewski RESERVEBANK: Dronkers, Gebben, Verlaan, Gortemaker, Bleker, Fillinger, Rendla WISSELS: 69' Bleker Jesgarzewski 71' Rendla Vida 75' Fillinger Tanda                              |
| - Yahaya (76') kreeg een gele kaart. |                                                                                               |                                     |                                                                               | |
| 28e speelronde | Fortuna Sittard                                                                               | 4 - 1 (1 - 1)                       | Jong FC Twente                                                                | Selectie Jong FC Twente: |
| vrij. 21 februari 2014 Aanvangstijd: 20:00 uur Plaats: Sittard Offermans Joosten stadion Toeschouwers: 2.014 Scheidsrechter: Merlijn Gerritsen | Patrick N'Koyi 10' Jeffrey Vlug 63' Ramon Voorn 78' Ramon Voorn 82'                           | 0 - 1 1 - 1 2 - 1 3 - 1 4 - 1       | 5' Thijs Bouma (p)                                                            | BASISOPSTELLING: Bednarek - Kwee, Andersen, Bijen , Bouma - Mannes, Tanda, Tapia - Daniels, Vida, Rendla RESERVEBANK: Dronkers, Gebben, Verlaan, Gortemaker, Bleker, Fillinger, Yahaya WISSELS: 40' Bleker Vida 66' Yahaya Rendla 79' Fillinger Andersen                                            |
| |                                                                                               |                                     |                                                                               | |
| 29e speelronde | Jong FC Twente                                                                                | 1 - 2 (1 - 1)                       | Willem II                                                                     | Selectie Jong FC Twente: |
| vrij. 28 februari 2014 Aanvangstijd: 20:00 uur Plaats: Enschede De Grolsch Veste Toeschouwers: 450 Scheidsrechter: Allard Lindhout | Tim Hölscher 39'                                                                              | 0 - 1 1 - 1 1 - 2                   | 8' Ruud Boymans 58' Ruud Boymans                                              | BASISOPSTELLING: Plattel - Kwee, Andersen, Bijen , Bouma - Pelupessy, Tanda, Hölscher - Daniels, Đorđević, Rendla RESERVEBANK: Dronkers, Mannes, Gortemaker, Bleker, Fillinger, Yahaya, Jesgarzewski WISSELS: 78' Mannes Rendla 78' Fillinger Pelupessy 86' Bleker Tanda                            |
| |                                                                                               |                                     |                                                                               | |
| 30e speelronde | Sparta Rotterdam                                                                              | 0 - 1 (0 - 1)                       | Jong FC Twente                                                                | Selectie Jong FC Twente: |
| zo. 9 maart 2014 Aanvangstijd: 14:30 uur Plaats: Rotterdam Spartastadion Het Kasteel Toeschouwers: 4.215 Scheidsrechter: Edwin Boot |                                                                                               | 0 - 1                               | 40' Kristopher Vida                                                           | BASISOPSTELLING: Plattel - Kwee, Andersen, Bijen , Bouma - Pelupessy, Tanda, Mannes - Daniels, Vida, Rendla RESERVEBANK: Dronkers, Gebben, Gortemaker, Bleker, Fillinger, Yahaya, Jesgarzewski WISSELS: 69' Yahaya Mannes 79' Bleker Daniels 83' Fillinger Tanda                                    |
| - Kwee (83') kreeg een gele kaart. |                                                                                               |                                     |                                                                               | |
| 31e speelronde | Jong FC Twente                                                                                | 1 - 0 (1 - 0)                       | FC Eindhoven                                                                  | Selectie Jong FC Twente: |
| ma. 17 maart 2014 Aanvangstijd: 20:00 uur Plaats: Enschede De Grolsch Veste Toeschouwers: 368 Scheidsrechter: Tom Koekoek | Kristopher Vida 8'                                                                            | 1 - 0                               |                                                                               | BASISOPSTELLING: Stevens - Breukers, Röseler , Bijen, Schilder - Andersen, Tanda, Mannes - Daniels, Vida, Hölscher RESERVEBANK: Dronkers, Kwee, Bouma, Pelupessy, Brama, Ould-Chikh, Jesgarzewski WISSELS: 59' Brama Tanda 76' Jesgarzewski Mannes 79' Ould-Chikh Daniels                           |
| - Tanda (35'), Andersen (49') en Mannes (68') kregen een gele kaart. De 16-jarige Bilal Ould-Chikh maakte zijn debuut in de Eerste divisie. |                                                                                               |                                     |                                                                               | |
| 32e speelronde | FC Dordrecht                                                                                  | 3 - 1 (1 - 0)                       | Jong FC Twente                                                                | Selectie Jong FC Twente: |
| vrij. 21 maart 2014 Aanvangstijd: 20:00 uur Plaats: Dordrecht Riwal Hoogwerkers Stadion Toeschouwers: 2.908 Scheidsrechter: Jeroen Manschot | Youri Loen 20' Paul Gladon 85' Genaro Snijders 89'                                            | 1 - 0 1 - 1 2 - 1 3 - 1             | 50' Kristopher Vida                                                           | BASISOPSTELLING: Bednarek - Kwee, Röseler , Bijen, Bouma - Andersen, Pelupessy, Mannes - Ould-Chikh, Vida, Hölscher RESERVEBANK: Dronkers, Verlaan, Bleker, Fillinger, Yahaya, Daniels, Jesgarzewski WISSELS: 73' Fillinger Ould-Chikh 83' Bleker Andersen                                          |
| - Andersen (70') kreeg een gele kaart. |                                                                                               |                                     |                                                                               | |
| 33e speelronde | FC Emmen                                                                                      | 2 - 0 (1 - 0)                       | Jong FC Twente                                                                | Selectie Jong FC Twente: |
| za. 29 maart 2014 Aanvangstijd: 18:45 uur Plaats: Emmen Univé Stadion Toeschouwers: 2.263 Scheidsrechter: Stijn Berben | Bart de Groot 4' Shkodran Metaj 90'                                                           | 1 - 0 2 - 0                         |                                                                               | BASISOPSTELLING: Plattel - Kwee, Andersen, Bijen , Bouma - Pelupessy, Fillinger, Mannes - Ould-Chikh, Vida, Hölscher RESERVEBANK: Dronkers, Verlaan, Bleker, Yahaya, Peters, Daniels, Jesgarzewski WISSELS: 66' Daniels Ould-Chikh 66' Peters Pelupessy 74' Yahaya Fillinger                        |
| - Bouma (90') kreeg een gele kaart. |                                                                                               |                                     |                                                                               | |
| 34e speelronde | Jong FC Twente                                                                                | 2 - 1 (1 - 0)                       | BV De Graafschap                                                              | Selectie Jong FC Twente: |
| zo. 6 april 2014 Aanvangstijd: 14:30 uur Plaats: Enschede De Grolsch Veste Toeschouwers: 3.817 Scheidsrechter: Edwin van de Graaf | Bilal Ould-Chikh 11' Bilal Ould-Chikh 62'                                                     | 1 - 0 2 - 0 2 - 1                   | 88' Ted van de Pavert                                                         | BASISOPSTELLING: Stevens - Kwee, Röseler , Bijen, Bouma - Andersen, Hölscher, Mannes - Ould-Chikh, Vida, Corona RESERVEBANK: Plattel, Verlaan, Bleker, Pelupessy, Fillinger, Peters, Daniels WISSELS: 59' Plattel Stevens 69' Peters Ould-Chikh 76' Pelupessy Andersen                              |
| |                                                                                               |                                     |                                                                               | |
| 35e speelronde | Jong FC Twente                                                                                | 2 - 0 (0 - 0)                       | Jong PSV                                                                      | Selectie Jong FC Twente: |
| ma. 14 april 2014 Aanvangstijd: 20:00 uur Plaats: Enschede De Grolsch Veste Toeschouwers: 414 Scheidsrechter: Edwin Boot | Thijs Bouma 82' Kristopher Vida 85'                                                           | 1 - 0 2 - 0                         |                                                                               | BASISOPSTELLING: Stevens - Kwee, Röseler , Bijen, Bouma - Andersen, Hölscher, Tanda - Ould-Chikh, Vida, Peters RESERVEBANK: Dronkers, Verlaan, Bleker, Mannes, Tapia, Oosterwijk, Daniels WISSELS: 14' Daniels Peters 60' Mannes Tanda 84' Tapia Ould-Chikh                                         |
| |                                                                                               |                                     |                                                                               | |
| 36e speelronde | Helmond Sport                                                                                 | 5 - 1 (2 - 1)                       | Jong FC Twente                                                                | Selectie Jong FC Twente: |
| vrij. 18 april 2014 Aanvangstijd: 20:00 uur Plaats: Helmond Lavans Stadion Toeschouwers: 2.369 Scheidsrechter: Christiaan Bax | Andreas Luckermans 29' Serhat Koç 40' Kenny Teijsse 58' Ferry de Regt 63' Ferry de Regt 85'   | 0 - 1 1 - 1 2 - 1 3 - 1 4 - 1 5 - 1 | 18' Tim Hölscher                                                              | BASISOPSTELLING: Bednarek - Kwee, Röseler , Bijen, Bouma - Andersen, Hölscher, Mannes - Daniels, Vida, Schütte RESERVEBANK: Dronkers, Verlaan, Bleker, Fillinger, Yahaya, Oosterwijk, Peters WISSELS: 64' Yahaya Röseler 70' Fillinger Schütte 70' Peters Hölscher                                  |
| - Mannes (28') kreeg een gele kaart. |                                                                                               |                                     |                                                                               | |
| 37e speelronde | Jong FC Twente                                                                                | 1 - 2 (0 - 1)                       | SBV Excelsior                                                                 | Selectie Jong FC Twente: |
| ma. 21 april 2014 Aanvangstijd: 14:30 uur Plaats: Enschede De Grolsch Veste Toeschouwers: 312 Scheidsrechter: Richard Martens | Cas Peters 80'                                                                                | 0 - 1 0 - 2 1 - 2                   | 5' Lars Hutten 64' Jordan Botaka                                              | BASISOPSTELLING: Stevens - Bleker, Andersen, Bijen , Bouma - Pelupessy, Tanda, Fillinger - Ould-Chikh, Vida, Peters RESERVEBANK: Dronkers, Kwee, Verlaan, Tapia, Yahaya, Oosterwijk, Hölscher WISSELS: 46' Hölscher Fillinger 64' Tapia Tanda 75' Oosterwijk Ould-Chikh                             |
| - Tanda (39') kreeg een gele kaart. |                                                                                               |                                     |                                                                               | |
| 38e speelronde | Telstar                                                                                       | 2 - 1 (1 - 0)                       | Jong FC Twente                                                                | Selectie Jong FC Twente: |
| vrij. 25 april 2014 Aanvangstijd: 20:00 uur Plaats: Velsen Tata Steel Stadion Toeschouwers: 1.863 Scheidsrechter: Erwin Blank | Kevin Brands 45' Toine van Huizen 59'                                                         | 1 - 0 2 - 0 2 - 1                   | 79' Jari Oosterwijk                                                           | BASISOPSTELLING: Plattel - Kwee, Andersen, Bijen , Bouma - Pelupessy, Hölscher, Tapia - Ould-Chikh, Vida, Peters RESERVEBANK: Dronkers, Bleker, Verlaan, Mannes, Tanda, Oosterwijk, Daniels WISSELS: 46' Tanda Tapia 62' Oosterwijk Vida 62' Daniels Pelupessy                                      |
| - Kwee (90') kreeg een gele kaart. |                                                                                               |                                     |                                                                               | |
| |                                                                                               |                                     |                                                                               | |

### Eindstand
| №  | Club             | WG | W  | G  | V  | DV | DT | +/– | Punten |
| -- | ---------------- | -- | -- | -- | -- | -- | -- | --- | ------ |
|    | Willem II        | 38 | 24 | 7  | 7  | 78 | 38 | +40 | 79     |
| 2  | FC Dordrecht     | 38 | 21 | 10 | 7  | 83 | 50 | +33 | 73     |
| 3  | Excelsior        | 38 | 18 | 12 | 8  | 70 | 39 | +31 | 66     |
| 4  | FC Den Bosch     | 38 | 18 | 8  | 12 | 61 | 60 | +1  | 62     |
| 5  | VVV-Venlo        | 38 | 18 | 7  | 13 | 58 | 52 | +6  | 61     |
| 6  | FC Eindhoven     | 38 | 18 | 6  | 14 | 69 | 60 | +9  | 60     |
| 7  | De Graafschap    | 38 | 16 | 10 | 12 | 67 | 48 | +19 | 58     |
| 8  | Fortuna Sittard  | 38 | 15 | 11 | 12 | 59 | 45 | +14 | 56     |
| 9  | FC Volendam      | 38 | 16 | 8  | 14 | 67 | 71 | –4  | 56     |
| 10 | Jong PSV         | 38 | 15 | 9  | 14 | 62 | 57 | +5  | 54     |
| 11 | MVV Maastricht   | 38 | 15 | 8  | 15 | 46 | 46 | 0   | 53     |
| 12 | FC Emmen         | 38 | 14 | 9  | 15 | 64 | 68 | –4  | 51     |
| 13 | Helmond Sport    | 38 | 13 | 12 | 13 | 62 | 67 | –5  | 51     |
| 14 | Jong Ajax        | 38 | 15 | 5  | 18 | 57 | 72 | –15 | 50     |
| 15 | Telstar          | 38 | 13 | 6  | 19 | 50 | 79 | –29 | 45     |
| 16 | Sparta Rotterdam | 38 | 12 | 8  | 18 | 58 | 51 | +7  | 44     |
| 17 | Jong FC Twente   | 38 | 12 | 7  | 19 | 47 | 61 | –14 | 43     |
| 18 | Almere City FC   | 38 | 11 | 8  | 19 | 49 | 65 | –16 | 41     |
| 19 | FC Oss           | 38 | 9  | 4  | 25 | 49 | 78 | –29 | 31     |
| 20 | Achilles '29     | 38 | 6  | 7  | 25 | 40 | 89 | –49 | 25     |

### Toeschouwers
| №      | Club             | Totaal    | Duels | Gem   | +/–     | Record |
| ------ | ---------------- | --------- | ----- | ----- | ------- | ------ |
| 1      | Willem II        | 175.010   | 19    | 9.211 | –18,6%  | 13.760 |
| 2      | De Graafschap    | 109.649   | 19    | 5.771 | –26,0%  | 9.300  |
| 3      | Sparta Rotterdam | 105.845   | 19    | 5.571 | –21,1%  | 10.221 |
| 4      | MVV Maastricht   | 80.370    | 19    | 4.230 | –18,6%  | 6.656  |
| 5      | VVV-Venlo        | 77.090    | 19    | 4.057 | –40,5%  | 4.900  |
| 6      | FC Den Bosch     | 68.509    | 19    | 3.606 | –5,6%   | 5.287  |
| 7      | FC Volendam      | 62.222    | 19    | 3.275 | –0,4%   | 4.922  |
| 8      | Fortuna Sittard  | 55.648    | 19    | 2.929 | –27,9%  | 5.252  |
| 9      | FC Dordrecht     | 55.307    | 19    | 2.911 | +27,8%  | 4.088  |
| 10     | FC Eindhoven     | 51.513    | 19    | 2.711 | +9,0%   | 3.664  |
| 11     | FC Emmen         | 51.105    | 19    | 2.690 | +11,6%  | 4.520  |
| 12     | Helmond Sport    | 47.912    | 19    | 2.522 | –16,5%  | 3.478  |
| 13     | Excelsior        | 45.436    | 19    | 2.391 | +4,5%   | 3.289  |
| 14     | Telstar          | 36.751    | 19    | 1.934 | +14,8%  | 2.963  |
| 15     | Achilles '29     | 28.370    | 19    | 1.493 | +133,3% | 2.270  |
| 16     | FC Oss           | 27.910    | 19    | 1.469 | –20,3%  | 3.449  |
| 17     | Jong Ajax        | 23.690    | 19    | 1.237 | NIEUW   | 7.064  |
| 18     | Jong PSV         | 33.822    | 19    | 1.204 | NIEUW   | 10.700 |
| 19     | Almere City      | 20.049    | 19    | 1.055 | –7,4%   | 1.648  |
| 20     | Jong FC Twente   | 16.726    | 19    | 879   | NIEUW   | 3.817  |
| Totaal | Totaal           | 1.172.934 | 380   | 3.056 | –15,0%  | 13.760 |